# L'Occupation des sols
Ne doit pas être confondu avec Occupation des sols.
L'Occupation des sols est un court roman de Jean Echenoz paru le 1er mars 1988 aux éditions de Minuit.

## Résumé
Une femme est peinte sur le mur d'un immeuble de Paris, sur le quai de Valmy, dans un quartier en rénovation. L’époux et le fils de celle-ci, défunte, regardent l’image chérie disparaître.

## Éditions
- Éditions de Minuit, 1988,  (ISBN 978-2707311641).